# Jacarandira
Jacarandira é um distrito do município de Resende Costa, localizado entre a Serra da Galga e a Serra do Segredo. Dista 40 km da sede do município, a 15 km de Passa Tempo, a 17 km de São Tiago e a 24 km de Desterro de Entre Rios.
Jacarandira foi fundada por Manoel Goulart de Andrade, fazendeiro natural de Prados que teve a ideia de construir o arraial, tendo contado com a colaboração de vários outros fazendeiros da região para levar a cabo a empreitada. Assim, a capela dedicada ao padroeiro, São Sebastião, foi benta aos 12 de abril de 1903 pelo Padre Alfredo Rodrigues de Macedo, pároco de Resende Costa.
O distrito é conhecido regionalmente por ser palco da festa dos Três Santos (Nossa Senhora Aparecida, Nossa Senhora do Rosário e o padroeiro São Sebastião) e pela Festa do Carro de Boi, com diversas atrações. Grande destaque do local é a Banda Lira São Sebastião. A Cachoeira de Jacarandira, a Fazenda Salva Terra, a Igrejas de São Sebastião e a Capela de Nossa Senhora do Rosário são importantes lugares na vida do distrito. Uma agência dos Correios  e um Cartório atendem a população local.
O lugarejo se chamava Salva Terra no início do Século XX, quando foi fundado. O nome se deve a Fazenda Salva Terra, já que o povoado surgira em suas terras.